# Philip Vaughan

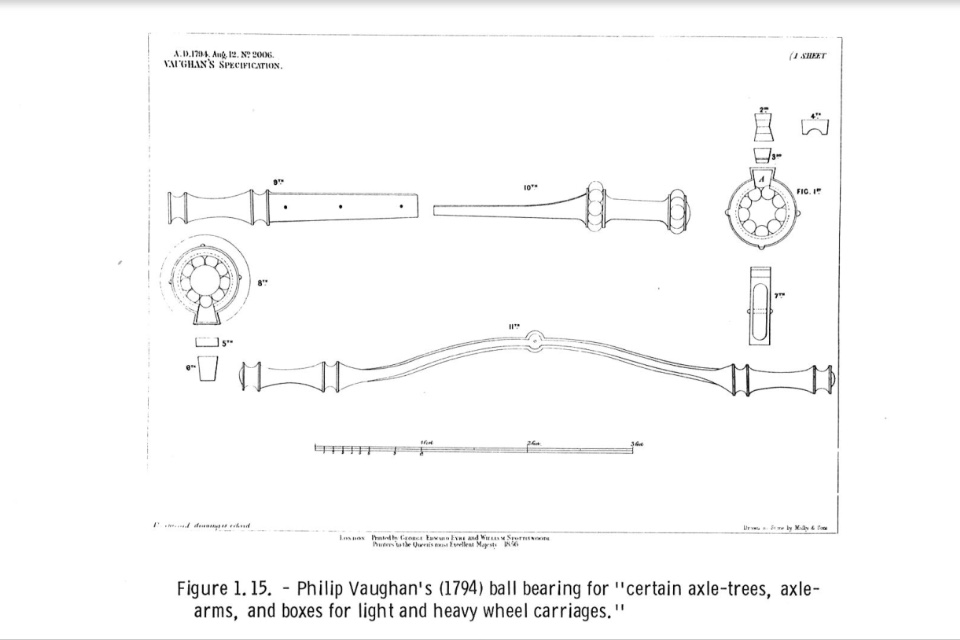
Diseño del cojinete de Vaughan

Philip Vaughan fue un inventor galés, un maestro herrero que patentó el primer diseño de un cojinete de bolas en 1794. La patente de Vaughan describía cómo colocar una serie de bolas de hierro entre la rueda y el eje de un carro, permitiendo que las ruedas girasen libremente reduciendo la fricción.

## Semblanza
Vaughan era propietario y trabajador de una fundición de hierro con instalaciones en Carmarthen y Kidwelly. Poseía una casa llamada Green Hall en el pueblo de Four roads cerca de Kidwelly, y también era propietario de una Villa en la colina de Llangunnor, construida para él por John Morgan Sr. Se casó con Elizabeth Griffiths en 1793 en la iglesia de San Pedro de Carmarthen.
El 1 de enero de 1800, Philip Vaughan firmó una escritura para formar una sociedad con John Morgan Junior, William y Thomas Morris y William Morgan. Todos ellos acordaron aportar un total de 12.000 libras a partes iguales de 2400 libras cada uno. El mismo día, los socios suscribieron un contrato de arrendamiento de 21 años de los equipos de laminación de John Morgan Sr en Carmarthen. El contrato de arrendamiento incluía Kidwelly Forge, Blackpool Forge, los molinos de estaño y varias cláusulas para el curso de agua que llegaba a los talleres de Carmarthen. Philip Vaughan fue elegido alcalde de Carmarthen el 2 de octubre de 1797. Murió en 1824. Su hijo, del mismo nombre, se convirtió en abogado y alcalde en Brecon.
A Vaughan se le concedió una patente en 1794 por un rodamiento de bolas colocadas entre el eje y la rueda de un carro. Su diseño tiene las bolas rodando dentro de surcos profundos y confinadas en su posición con una tapa. Los cojinetes de bolas modernos (utilizados en la mayoría de las máquinas rotativas del mundo moderno; y presentes en las piezas rotativas de coches, bicicletas, trenes, o aviones), funcionan de forma muy similar a la invención inicial de Vaughan. Hacen que los vehículos sean más eficientes al reducir la fricción entre las partes móviles, hasta el punto de haberse convertido en un elemento clave de numerosas tecnologías.